# عبد الأحد مخدوم التركستاني
الشيخ عبدُ الأحد برات مخدوم التُركستاني هو داعية مُسلم أويغوري قضى حياته مُشتغلًا بِالدعوة إلى الإسلام والتدريس، واشتهر بسبب اعتقاله عدَّة مرَّات من قبل السُلطات الصينيَّة واتهامه بِالعمل ضدَّ النظام الشُيُوعي في البلاد. 
وُلد عبد الأحد مخدوم في ناحية قره قاش بِجُمهُوريَّة الصين سنة 1930م، وهو ابن شقيقة الزعيم التُركستاني المجاهد، صاحب كتاب «تاريخ تُركستان الشرقية» الشيخ مُحمَّد أمين بغرا، الذي توفي في منفاه بمدينة أنقرة سنة 1965م، وأبوه هو الشيخ برات آخون، الذي مات في سجنه سنة 1937م. تلقى مخدوم تعليمه في مدارس كاشغر بين سنتيّ 1950 و1958م، وبعد تخرُّجه اتخذ من مدينة خوتن ميدانًا للدعوة والعمل، وبدأ بالتدريس فيها، وبعد ستة أشهر فقط من عودته اعتقلته السلطات الصينيَّة وحُكم عليه بِالسجن لِمُدَّة خمسة عشر عامًا مع الأشغال الشاقة لِتدريسه ما يُخالف العقيدة الشُيُوعيَّة ونظام الحُكم القائم في الصين. وفي سنة 1974م خرج مخدوم من السجن لِيُواصل تدريس العُلُوم الشرعيَّة في أماكن سريَّة خاصة حُفرت تحت الأرض، لكنَّهُ اعتُقل مرَّة أُخرى سنة 1979م خلال حملة واسعة شنتها السُلطات الصينيَّة وشملت آلاف العُلماء المُسلمين في جميع أنحاء البلاد، وقضى في السجن سنة واحدة. اعتُقل مخدوم مرَّة ثالثة سنة 2001م، وبعد نحو شهرين أُطلق سراحه لكنَّهُ وضع رهن الإقامة الجبرية في بيته ومُنع من الإمامة في المساجد، أو إلقاء أي كلمة في المجالس، رُغم مكانته في المُجتمع المُسلم الصيني. وفي مطلع سنة 2004م، داهمت السلطات الصينيَّة منزل الشيخ مخدوم واعتقلته مُجددًا وهو يبلغ من العمر آنذاك 74 سنة، ثم حكمت عليه بِالسجن مدة خمس عشرة سنة، لكنه خرج قبل انقضاء المدة وبقي تحت الإقامة الجبرية مدة 11 سنة، اعقتل بعدها للمرة الخامسة مع جميع أفراد أسرته في شهر تشرين الثاني (نوڤمبر) 2017م وأودع في مكان غير معلوم رُغم أن صحته كانت في ذلك الحين متدهورة جدًا.
وفي يوم الأحد 11 رمضان 1439هـ الموافق فيه 27 أيَّار (مايو) 2018م، اعترفت السُلطات الصينيَّة بِوفاة الشيخ عبد الأحد مخدوم قبل عدَّة شُهُور في زنزانته في السجن، وأُبلغت عائلته الذين يقبعون داخل السجون أيضًا بِذلك، دون تحديدٍ لِتاريخ الوفاة تمامًا. اتُهمت السُلطات الصينيَّة بِتعذيب مخدوم أثناء فترة سجنه، وقيل أنَّها اتبعت أسلوب الإهمال الطبي في سبيل قتله قتلًا بطيئًا، فمنعت عنه الأدوية المُهمَّة الضروريَّة لِسلامته الصحيَّة طيلة فترة سجنه.
نعت هيئة عُلماء فلسطين في الخارج الشيخ عبد الأحد مخدوم في بيانٍ رسميٍّ على موقعها الإلكتروني، وأدانت ما تعرَّض له في سجنه، فقالت: «تُدين الهيئة الجريمة البشعة التي ارتكبتها سُلُطات الاحتلال الصينيّ بحقّ هذا العالم المُسلم الذي لم تُراعِ حرمة لسنّه ولا مكانته ولا علمه، كما تُدين جميع الجرائم التي تُرتكب بحق علماء تركستان الشرقيّة من اغتيال واعتقالٍ ومطاردة وملاحقة، وإنَّ عاقبةَ هذا الخسارة في الدنيا والخزي في الآخرة، قال تعالى: ﴿إِنَّ الَّذِينَ يَكْفُرُونَ بِآيَاتِ اللَّهِ وَيَقْتُلُونَ النَّبِيِّينَ بِغَيْرِ حَقٍّ وَيَقْتُلُونَ الَّذِينَ يَأْمُرُونَ بِالْقِسْطِ مِنَ النَّاسِ فَبَشِّرْهُمْ بِعَذَابٍ أَلِيمٍ ۝٢١ أُولَئِكَ الَّذِينَ حَبِطَتْ أَعْمَالُهُمْ فِي الدُّنْيَا وَالْآخِرَةِ وَمَا لَهُمْ مِنْ نَاصِرِينَ ۝٢٢﴾ [آل عمران:21–22]»، وقالت أيضًا: «إنَّنا نعزّي الأمة الإسلاميّة والشعب المسلم في تركستان الشرقيّة باستشهاد العالم الشيخ عبد الأحد مخدوم الذي كان أبًا للشعب الإيغوري وعالماً ومصلحًا، وقضى حياته في خدمة دينه والحفاظ على الهويّة الإسلاميّة لشعبه في مواجهة الاحتلال الصيني».